# История провинции Хэбэй
Территория, на которой расположена современная китайская провинция Хэбэй, имеет богатую историю.

## Археология
Местонахождение Сяочанлян или Majuangou (бассейн Нихэвань, англ. Nihewan, Хэбэй) с олдувайскими орудиями датируется возрастом 1,36 млн лет.

## Доимперский период
В период Вёсен и Осеней на территории провинции в северной части находилось китайское царство Янь, в южной — царства Чжуншань, Чжао и Вэй, в северо-западной — царство Дай; граница между царствами Янь и Чжао проходила в районе современного Баодина.

## Эпоха первых централизованных империй
Когда царство Цинь завоевало остальные царства и впервые в истории объединило Китай под единой властью, то на этой территории были образованы округа Цзюйлу (巨鹿郡), Ханьдань (邯郸郡), Хэншань (恒山郡), Ци (齐郡), Цибэй (济北郡), Шангу (上谷郡), Дай (代郡), Юйян (渔阳郡) и Юбэйпин (右北平郡).
При империи Западная Хань эта территория вошла в состав провинций Ючжоу (幽州), Цзичжоу (冀州) и (частично) Бинчжоу (并州). При империи Восточная Хань и в царстве Вэй эпохи Троецарствия на территории провинции находились провинции Ючжоу и Цзичжоу. Во времена Западной Цзинь на территории современной провинции Хэбэй также частично располагалась провинция Сычжоу (司州).

## Эпоха 16 варварских государств
В эпоху шестнадцати варварских государств эта территория входила в состав государств Поздняя Чжао, Ранняя Янь, Ранняя Цинь, Поздняя Цинь, Западная Янь, Северная Янь и Южная Янь. В эпоху Южных и Северных Династий эта территория входила в состав государств Северная Вэй, Восточная Вэй, Северная Ци и Северная Чжоу.

## Империи Суй и Тан
При империи Суй на этой территории находились округа Уян (武阳郡), Цинхэ (清河郡), Уань (武安郡), Хэншань (恒山郡), Хэцзянь (河间郡), Шангу (上谷郡), Бэйпин (北平郡), Синьду (信都郡), Сянго (襄国郡), Чжао (赵郡) и Болин (博陵郡).
При империи Тан был введён ещё один, более высокий уровень административного деления: страна была разделена на провинции-дао. Данная территория в основном попала в состав провинции Хэбэй (河北道) и частично — провинции Хэдун (河东道).

## Эпоха пяти династий и десяти царств, империи Ляо, Цзин и Юань
После падения империи Тан в Китае началась Эпоха пяти династий и десяти царств. Основавший государство Поздняя Цзинь Ши Цзинтан за помощь, оказанную ему киданями, передал им Шестнадцать округов. Объединившая в итоге китайские земли империя Сун не признала этой аннексии, и между ней и киданьской империей Ляо началась борьба, завершившаяся поражением Сун, в результате чего северная часть современной провинции Хэбэй оказалась в составе империи Ляо. Киданьскую империю Ляо сменила чжурчжэньская империя Цзинь, которую, в свою очередь, разгромили монголы. Впоследствии монгольская империя Юань уничтожила и китайскую империю Сун, и территория современной провинции Хэбэй опять оказалась в составе одного государства.

## Империи Мин и Цин
При империи Мин после того, как в 1421 году столица страны была перенесена в Пекин, эти земли были подчинены напрямую императорскому двору, и получили название Бэйчжили («Северные непосредственно управляемые [земли]»). Бэйчжили делилась на управы: Юнпин (永平府), Дамин (大名府), Шуньдэ (顺德府), Гуанпин (广平府), Баодин (保定府), Чжидин (真定府), Хэцзянь (河间府), Шуньтянь (顺天府) и посёлок Сюаньфучжэнь (宣府镇).
После маньчжурского завоевания китайских земель и ликвидации «Южных непосредственно управляемых земель», у «Северных непосредственно управляемых земель» было убрано уточнение «Северные», и они стали называться просто Чжили. В период правления под девизом Юнчжэн был введён специальный пост — наместник Чжили.

## Новейшее время
После Синьхайской революции и образования Китайской республики эти земли получили статус обычной провинции, продолжившей носить имя «Чжили». Во времена Бэйянского правительства существовавшие во времена Цинской империи управы и области были упразднены, однако на основе Шуньтяньской управы 4 октября 1914 года был создан особый Столичный округ (京兆地方). Правительство провинции переехало в Тяньцзинь.
В 1927 году партия Гоминьдан объявила альтернативной столицей Китая Нанкин, а 8 июня 1928 года Национально-революционная армия установила контроль над Пекином, который был переименован в Бэйпин (кит. 北平, «Умиротворённый север»); провинция Чжили была при этом переименована в Хэбэй. Столичный округ был ликвидирован, а вместо него 28 июня 1928 года была образована административная единица «Особый город Бэйпин» (北平特别市). В июне 1930 года Бэйпин был понижен в статусе и подчинён провинции Хэбэй, однако уже в декабре того же года вновь стал городом центрального подчинения.
18 сентября 1931 года Квантунская армия вторглась в Маньчжурию, а в мае 1933 года японские войска вышли к Великой Китайской стене. 31 мая 1933 года было заключено Перемирие Тангу, в соответствии с которым к югу от Стены создавалась простиравшаяся от Пекина до Тяньцзиня 100-километровая демилитаризованная зона, комиссаром которой стал Инь Жугэн. 10 июня 1935 года было заключено Соглашение Хэ — Умэдзу (после этого правительство провинции Хэбэй покинуло Тяньцзинь и вернулось в Цинъюань.), а 15 ноября Инь Жугэн провозгласил образование на подконтрольной ему территории автономии. 24 ноября в Тунчжоу было образовано «Антикоммунистическое автономное правительство Восточного Цзи», которое тут же подписало экономические и военные соглашения с Японской империей.
Кэндзи Доихара попытался побудить Сун Чжэюаня образовать автономное правительство в регионе Хэбэй-Чахар. Протесты китайцев против этого дали японцам повод увеличить свой гарнизон в Тяньцзине. Чтобы не допустить силового создания японцами марионеточного государства, Сун Чжэюань, считавшийся прояпонским генералом, организовал 8 декабря 1935 года «Хэбэйско-Чахарский политический совет», взявший под контроль оставшиеся части провинций Хэбэй и Чахар.
В начале августа 1937 года японские войска вошли в Бэйпин, в результате чего началась японо-китайская война. 14 декабря 1937 года японцы создали в Пекине марионеточное Временное правительство Китайской Республики, которое 1 февраля 1938 года поглотило восточнохэбэйскую автономию. 30 марта 1940 года «Временное правительство» было слито с «Реформированным правительством Китайской республики» в прояпонское марионеточное правительство Китайской республики. Марионеточные власти управляли провинцией Хэбэй из Пекина.
В конце Второй мировой войны находившиеся в «освобождённых районах» на оккупированной японцами территории войска китайских коммунистов, получив 13 августа 1945 года приказ Чжу Дэ о наступлении, смогли занять такие важные пункты на севере Китая, как Циньхуандао, Шаньхайгуань и Чжанцзякоу, войдя в контакт с освобождёнными Советской армией районами Внутренней Монголии и Маньчжурии. Американское командование на Тихом океане выделило воздушные и морские транспортные средства для переброски гоминьдановских частей из западных провинций и Бирмы в Северный и Восточный Китай. Под предлогом приёма капитуляции японских войск в Тангу, Циньхуандао и Циндао с конца сентября было высажено три дивизии американской морской пехоты. В 1946 году в Китае началась полномасштабная гражданская война. Правительство провинции Хэбэй в июне 1946 года вновь было перебралось из Бэйпина в Цинъюань, но из-за успехов коммунистов в провинции Хэбэй уже в ноябре 1947 года было вынуждено вернуться в Бэйпин.
Уже к концу 1948 года, ещё до полной победы в гражданской войне, коммунисты полностью взяли под контроль территорию провинции. Было проведено территориальное разграничение между городом Баодин и уездом Цинъюань (граница между территориями города и уезда прошла по старому крепостному рву), и с 1 августа 1948 года в Баодине было образовано Народное правительство провинции Хэбэй.
В 1952 году были расформированы провинции Пинъюань и Чахар, и их земли частично вошли в состав провинции Хэбэй. В 1956 году была расформирована провинция Жэхэ, и основная часть её территории также была передана в состав провинции Хэбэй. В мае 1958 года правительство провинции Хэбэй переехало из Баодина в Тяньцзинь. В 1966 году (перед тем, как Тяньцзинь вновь был сделан городом центрального подчинения) правительство вернулось в Баодин, а с 1968 года окончательно обосновалось в Шицзячжуане.